# Marilyn Manson
Brian Hugh Warner (nascut el 5 de gener de 1969), més conegut pel seu nom artístic Marilyn Manson, és un músic, periodista i artista famós per l'exagerat personatge que interpreta com a cantant de la banda musical homònima. El seu nom artístic prové de la fusió dels noms de l'actriu Marilyn Monroe i de l'assassí en sèrie Charles Manson, amb la finalitat de mostrar el pertorbador dualisme de la cultura estatunidenca.
Apareix en les pel·lícules com Jawbreaker, Carretera perduda de David Lynch i Party Monster. Té la intenció de ser director de cine. No només es dedica a la música, també pinta i algunes celebritats com Jack Osbourne o Nicolas Cage són admiradors i compradors de les seves obres. De 2005 a 2007 va estar casat amb la model i vedet Dita von Teese.

## Vida personal
D'infant, va ser durament maltractat, fins i tot sexualment, cosa que inspira parcialment la seva faceta artística d'avui.

## Discografia
- Portrait of an American Family (1994)
- Smells Like Children (1995)
- Antichrist Superstar (1996)
- Mechanical Animals (1998)
- Holy Wood (In the Shadow of the Valley of Death) (2000)
- The Golden Age of Grotesque (2003)
- Eat Me, Drink Me (2007)
- The High End of Low (2009)
- Born Villain (2012)
- The Pale Emperor (2015)
- Heaven Upside Down (2017)
- We Are Chaos (2020)
- One Assassination Under God - Chapter 1 (2024)